# Paraplesiops alisonae
 Paraplesiops alisonae és una espècie de peix de la família Plesiopidae i de l'ordre dels perciformes.

## Morfologia
Els mascles poden assolir els 15 cm de longitud total.

## Distribució geogràfica
Es troba al sud d'Austràlia, incloent-hi Tasmània.